# Sylvester Willem Jerôme Maria Martin Berden
Sylvester Willem Jerôme Maria Martin Berden (Den Haag, 2 september 1919 - Kessel 7 november 1944) was een Nederlandse verzetsstrijder en oorlogsslachtoffer.
Berden was een zoon van Martinus Willem Hubert Maria Berden en Maria Johanna Josephina Reuvers. Hij studeerde rechten aan de universiteit in Nijmegen en behaalde er zijn kandidaats. Naast zijn studie was hij lid van de Studentenvereniging Sanctus Thomas Aquinas. Hij was lid van de Derde Orde van de Heilige Franciscus. Sylvester Berden was Rooms-Katholiek en woonachtig in Heel. Tijdens de Tweede Wereldoorlog was Berden actief in het verzet en de illegale pers, hij maakte samen met zijn jongere broer Jozef Cyrillus Dominicus Maria Martin Berden het blad DBD. Zij begonnen met hun illegale blad op de dag na Dolle Dinsdag, 6 september 1944, in het klooster waar ze zaten ondergedoken. Ook bracht Berden met rector Peter Schaeken Duitse stellingen en gevechtsposities in kaart. De belangrijkste gegevens seinde hij door en hielp zo de Britse militairen aan precieze gegevens. De Duitsers ontdekten hen en op 5 november 1944 werd het klooster omsingeld door vijftig parachutisten. Berden, als pater gekleed, kon worden gearresteerd. In zijn kamer werden radio's, uitgetypte radioberichten en schetsen van Duitse posities gevonden. Op 7 november 1944 werd Sylvester Willem Jerôme Maria Martin Berden in Kessel gefusilleerd.